# Интерхотели
„Интерхотели“ е българско държавно предприятие, съществувало от края на 70-те до началото на 90-те години на XX век.
Създадено е с решение на Министерския съвет от 1 септември 1977 година по инициатива на вицепремиера Андрей Луканов с цел създаването на големи луксозни хотели, предлагащи по-добро обслужване от обичайното за „Балкантурист“. Предприятието следва модела на едноименна верига в Източна Германия и подобно на нея е активно използвано от Държавна сигурност.
„Интерхотели“ започва работа с няколко съществуващи хотела, които са реконструирани, но повечето му хотели са изградени наново, в много случаи с използването на чуждестранно ноу-хау и финансиране. При своята работа предприятието получава големи привилегии, като достъп до по-качествен персонал и материали и дори необичайна за времето възможност за внос на хранителни продукти.
Към края на 80-те години „Интерхотели“ разполага с 13 хотела:
- „Шератон“ в София
- „Витоша – Ню Отани“ в София
- Гранд хотел „София“ в София
- Парк хотел „Москва“ в София
- Новотел „Европа“ в София
- „Тримонциум“ в Пловдив
- Новотел „Пловдив“ в Пловдив
- Гранд хотел „Варна“ в „Дружба“
- „България“ в Бургас
- „Черно море“ във Варна
- „Велико Търново“ във Велико Търново
- „Сандански“ в Сандански
- „Поморие“ в Поморие

В началото на 90-те години хотелите на „Интерхотели“ са обособени в самостоятелни предприятия, които малко по-късно са приватизирани поотделно.